# Attilio Vergerio
Attilio Vergerio (Valdobbiadene, 19 gennaio 1877 – Napoli, 24 dicembre 1937) è stato un matematico italiano.
Laureatosi presso l'Università di Bologna nel 1907, dove in un primo momento è stato assistente di Beppo Levi e successivamente libero docente di Analisi matematica. Ha pubblicato diversi lavori di analisi in particolare sulla teoria delle equazioni integrali. Ha fatto parte tra il 1914 e il 1922 dell'Accademia dei Lincei.